# برنيكي الأولى
الملكة برنيكي الأولى، (بالإنجليزية: Berenice I)‏، هي ابنة لاغوس. تحمل لقب «ملكة»، وتشارك زوجها «لقبه الإلهي». ولدت في مقدونيا عام 340 ق.م. وتوفيت مابين عامي 281 و271 ق.م. في الإسكندرية بمصر.

## النشأة
كانت سيدة مقدونية أتت إلى مصر في حاشية يورديكي، ثم تزوجت فيما بعد من بطليموس الأول عام 316 ق.م، وكان زواجه الثالث بدافع الحب. أنجبت من بطليموس الأول إبنها بطليموس الثاني الملقب بفيلادلفوس وإبنتها أرسينوي الثانية واللذان تزوجا فيما بعد. كانت زوجة الملك تحمل لقب «ملكة»، وتشارك عادة زوجها في «لقبه الإلهي».
وبالرغم من ندرة المعلومات عن برنيكي الأولى، لكن من الواضح أنها كانت تساعد زوجها بطليموس الأول في إدارة الحكم. يحدثنا نقش بأن ثلاثة اغريق، وقد نجوا من المخاطر التي داهمتهم، يعربون عن اجلالهم للملك بطليموس والملكة برنيكي ووصفهما بـ«الإلهين المنقذين». لقد أشرك بطليموس الثاني أمه برنيكي مع أبيه المؤله، فقد أقام معابد عبدا فيها بطليموس الأول وبرنيكي اللذان أصبحا يعرفان باسم الإلهين سوتيرس أي المنقذين. من المؤكد أن برنيكي كان لها الدور نفسه الذي قامت به كل الملكات البطليمات فيما بعد في إدارة شئون الحكم.